# Kōtō

Mapa dels barris de Kōtō

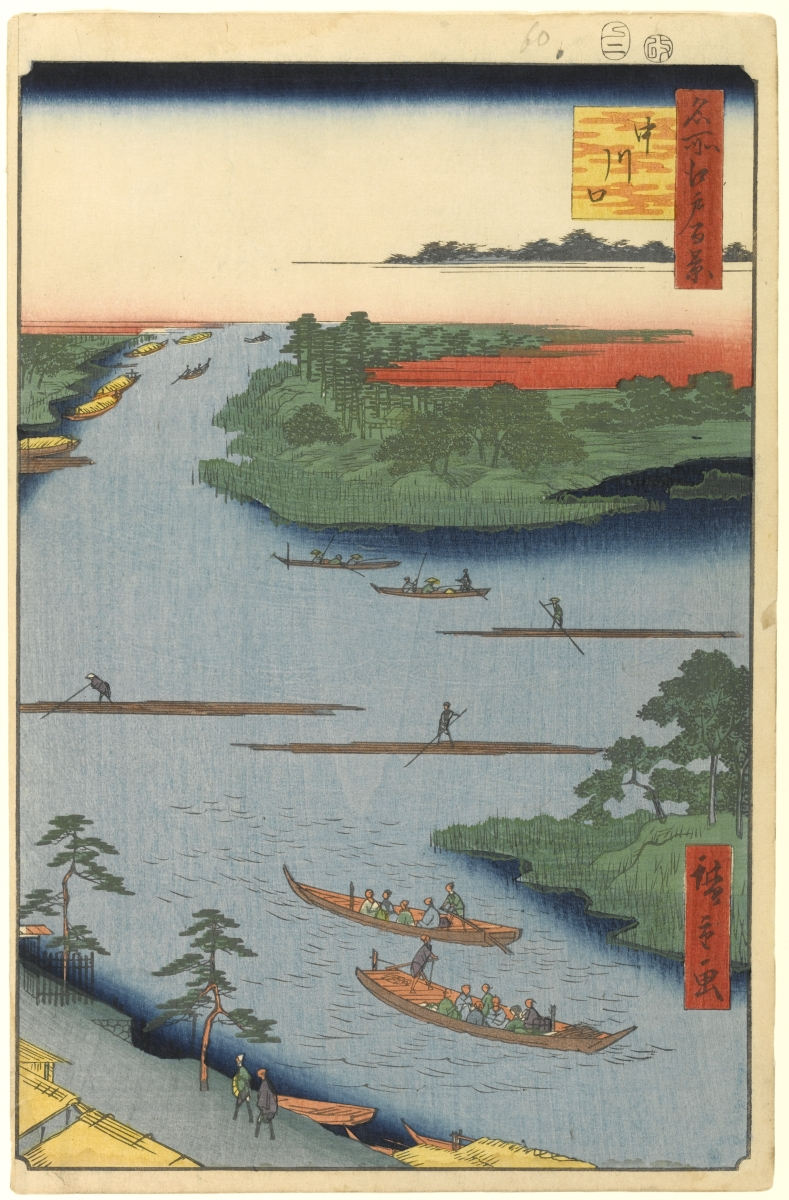
Canal d'Onagi a les Cent famoses vistes d'Edo

Kōtō (江東区, Kōtō-ku) és un municipi i districte especial de Tòquio, a la regió de Kantō, Japó. Degut a la seua condició de municipi, Kōtō també és coneguda en anglés i oficialment pel govern local com a "ciutat de Kōtō" (Kōtō City).
El nom del districte, "Kōtō" (江東) pot traduir-se al català com a l'"est (del) riu", fent referència al riu Sumida. L'ideograma de Tō (東) significa "est", sent el mateix que s'utilitza a Tòquio (東京, Tōkyō).

## Geografia
El districte especial de Kōtō està geogràficament localitzat a la part oriental de Tòquio. El districte ocupa una porció en el litoral de la badia de Tòquio, entre els districtes especials de Chūō, a l'oest, i Edogawa, a l'est. Al nord limita amb el districte especial de Sumida. Gran part del territori de Kōtō és d'origen artificial, guanyat a la mar. D'aquesta part artificial, el nord també és terreny guanyat a la mar, però en temps antics, i l'elevació sobre el nivell de la mar és molt baixa; mentre que el sud es de relativa nova factura.
Alguns rius importants que flueixen pel districte especial de Kōtō són el riu Ara i el riu Sumida. A més dels rius, el districte està ple de canals navegables. Degut a la seua particular geografia, Kōtō no compta amb cap muntanya.

### Barris
Els barris de Kōtō són els següents:
- Aomi (青海)
- Ariake (有明)
- Ishijima (石島)
- Umibe (海辺)
- Eitai (永代)
- Edagawa (枝川)
- Etchūjima (越中島)
- Ōgibashi (扇橋)
- Ōjima (大島)
- Kameido (亀戸)
- Kita-Suna (北砂)
- Kiba (木場)
- Kiyosumi (清澄)
- Saga (佐賀)
- Sarue (猿江)
- Shiohama (塩浜)
- Shiomi (潮見)
- Shinonome (東雲)
- Shirakawa (白河)
- Shin-Ōhashi (新大橋)
- Shin-Kiba (新木場)
- Shin-Suna (新砂)
- Sumiyoshi (住吉)
- Sengoku (千石)
- Senda (千田)
- Takabashi (高橋)
- Tatsumi (辰巳)
- Chūō-Bōhatei (中央防波堤)
- Tōyō (東陽)
- Tokiwa (常盤)
- Tomioka (富岡)
- Toyosu (豊洲)
- Higashi-Suna (東砂)
- Hirano (平野)
- Fukagawa (深川)
- Fukuzumi (福住)
- Fuyuki (冬木)
- Furuishiba (古石場)
- Botan (牡丹)
- Minami-Suna (南砂)
- Miyoshi (三好)
- Mōri (毛利)
- Morishita (森下)
- Monzen-nakachō (門前仲町)
- Yumenoshima (夢の島)
- Wakasu (若洲)

## Història
Abans de la restauració Meiji, la zona on actualment es troba el districte de Kōtō va formar part del ja desaparegut districte de Katsushika, a l'antiga província de Musashi. Amb anterioritat, la regió on moria el riu Sumida a la badia havia estat coneguda com Tatsumi, Higashi o Eitai. L'any 1878 es creà el districte prefectural de Fukagawa (a l'antiga prefectura de Tòquio), actual part occidental de Kōtō, i el nou districte de Minami-Katsushika (format pels municipis de Kameido, Ōjima i Suna), actualment desaparegut i part de la meitat oriental de Kōtō. Amb la creació de l'antiga ciutat de Tòquio l'1 de maig de 1889, el districte de Fukagawa queda integrat dins de la nova ciutat, successora de l'antiga Edo, mentre que Minami-Katsushika queda fora.
L'1 d'octubre de 1932, tot el districte de Minami-Katsushika és absorbit per la ciutat de Tòquio, esdevenint les viles de Kameido, Ōjima i Suna el nou districte urbà de Jōtō, el que més tard seria conegut com la part oriental de l'actual Kōtō. Quan l'1 de juliol de 1943 la ciutat i prefectura de Tòquio es fussionaren en una única entitat política, els districtes de Fukagawa i Jōtō romangueren inalterats, tot i que ara sota el govern del nou ens metropolità.
Ja després de la Segona Guerra Mundial i aprovada la nova llei d'autonomia local, el 15 de març de 1947 els dos districtes de Fukugawa i Jōtō es van fussionar, creant així l'actual districte especial de Kōtō. A partir de l'any 2001, el districte especial de Kōtō, com la resta dels de Tòquio, va passar a tindre plena consideració i autoritat de municipi.

## Administració

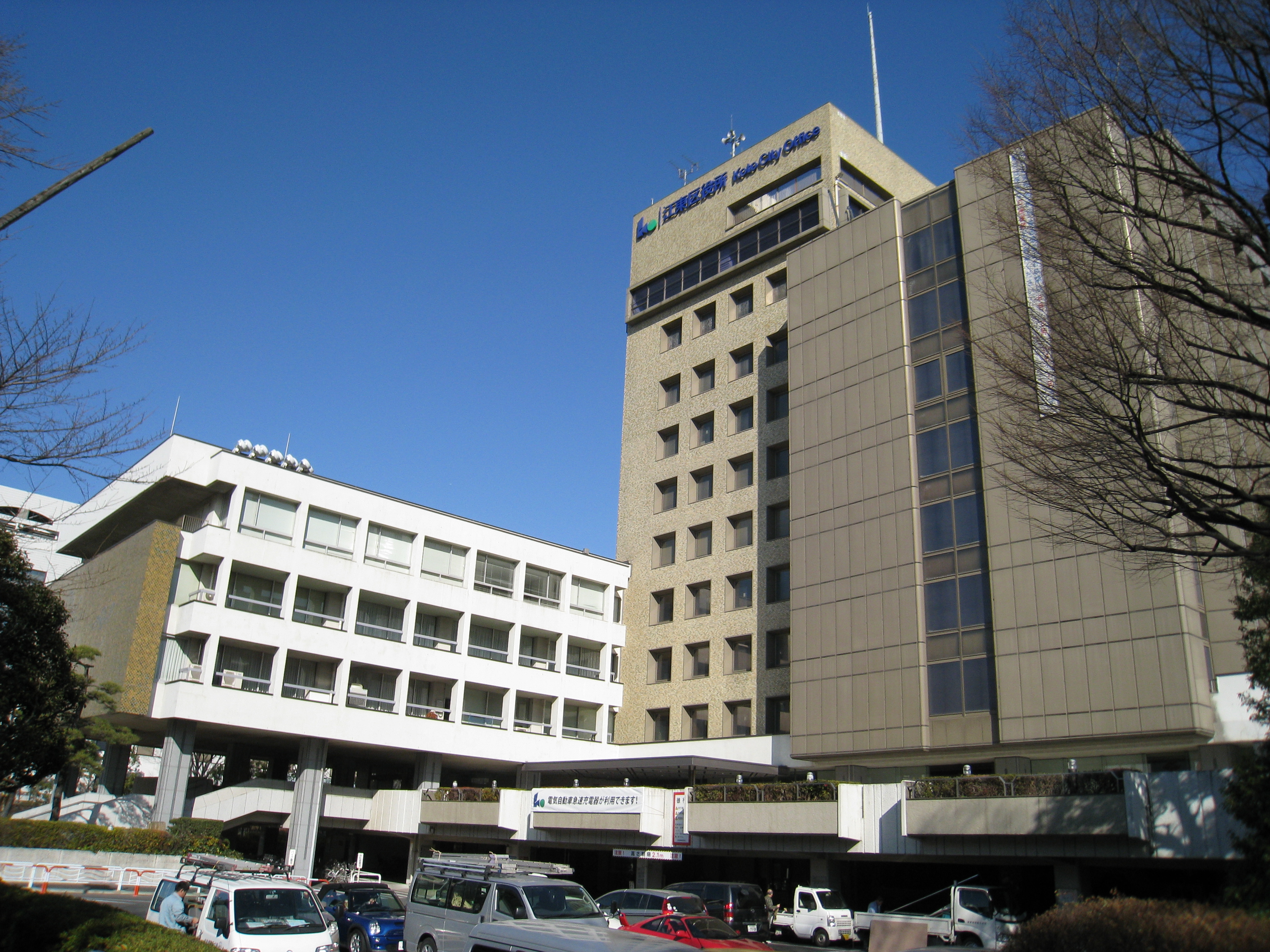
Ajuntament de Kōtō

Antic logo de l'Ajuntament

### Alcaldes
A continuació es presenta una relació dels alcaldes electes:
- Tetsuji Nihei (1947-1964)
- Kazusuke Itō (1965-1967)
- Gunji Komatsuzaki (1968-1991)
- Akira Murohashi (1991-2007)
- Taka-Aki Yamazaki (2007-present)

### Assemblea
| Assemblea de Kōtō (2019-2023) | Assemblea de Kōtō (2019-2023)        | Assemblea de Kōtō (2019-2023) | Assemblea de Kōtō (2019-2023) |
| P: Yūichi Enomoto (PLD)       | P: Yūichi Enomoto (PLD)              | V: Shigeo Isono (KMT)         | V: Shigeo Isono (KMT)         |
| Grups polítics                | Grups polítics                       | Grups polítics                | Regidors                      |
| ----------------------------- | ------------------------------------ | ----------------------------- | ----------------------------- |
|                               | Partit Liberal Democràtic            | PLD                           | 14 / 44                       |
|                               | PDC (5) Independents (6)             | PDC-Ind                       | 11 / 44                       |
|                               | Kōmeitō                              | KMT                           | 9 / 44                        |
|                               | Partit Comunista del Japó            | PCJ                           | 3 / 44                        |
|                               | Partit Democràtic Popular-Nou Partit | PDP-NP                        | 2 / 44                        |
|                               | Partit Verd-Els Verds del Japó       | PVJ                           | 1 / 44                        |
|                               | Xarxa d'Habitants de Kōtō            | NET                           | 1 / 44                        |
|                               | Grup Protector de la Llibertat       | GPL                           | 1 / 44                        |
|                               | Independents                         | Ind                           | 1 / 44                        |

## Demografia
| 1920    | 1930    | 1940    | 1950    | 1960    | 1970    | 1980    |
| ------- | ------- | ------- | ------- | ------- | ------- | ------- |
| 254.396 | 319.913 | 419.154 | 182.489 | 351.053 | 355.873 | 362.270 |
| 1990    | 2000    | 2010    | 2020    | 2030    | 2040    | 2050    |
| 385.159 | 376.840 | 460.585 | 523.117 | -       | -       | -       |

## Transport

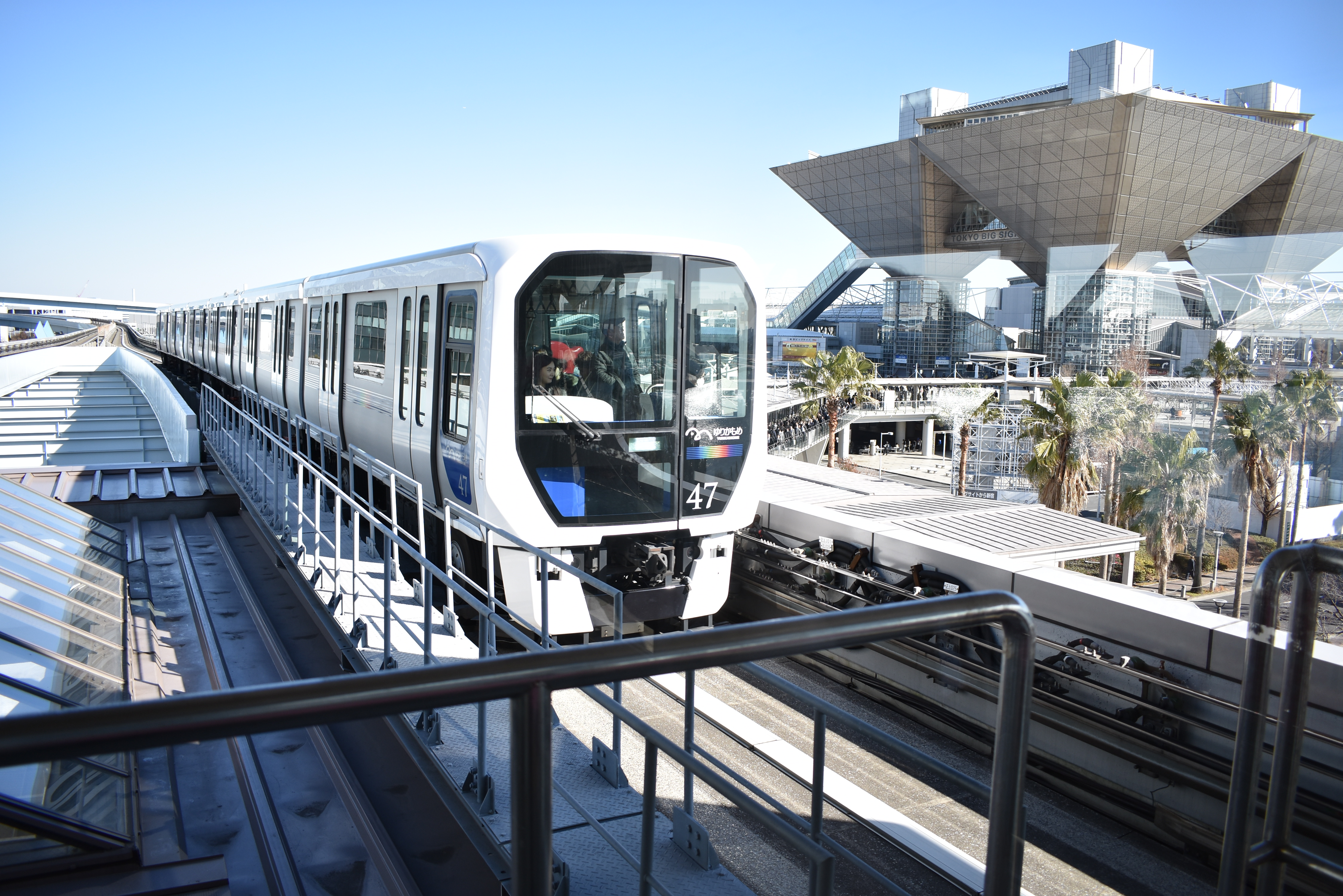
Ferrocarril al Tokyo Big Sight

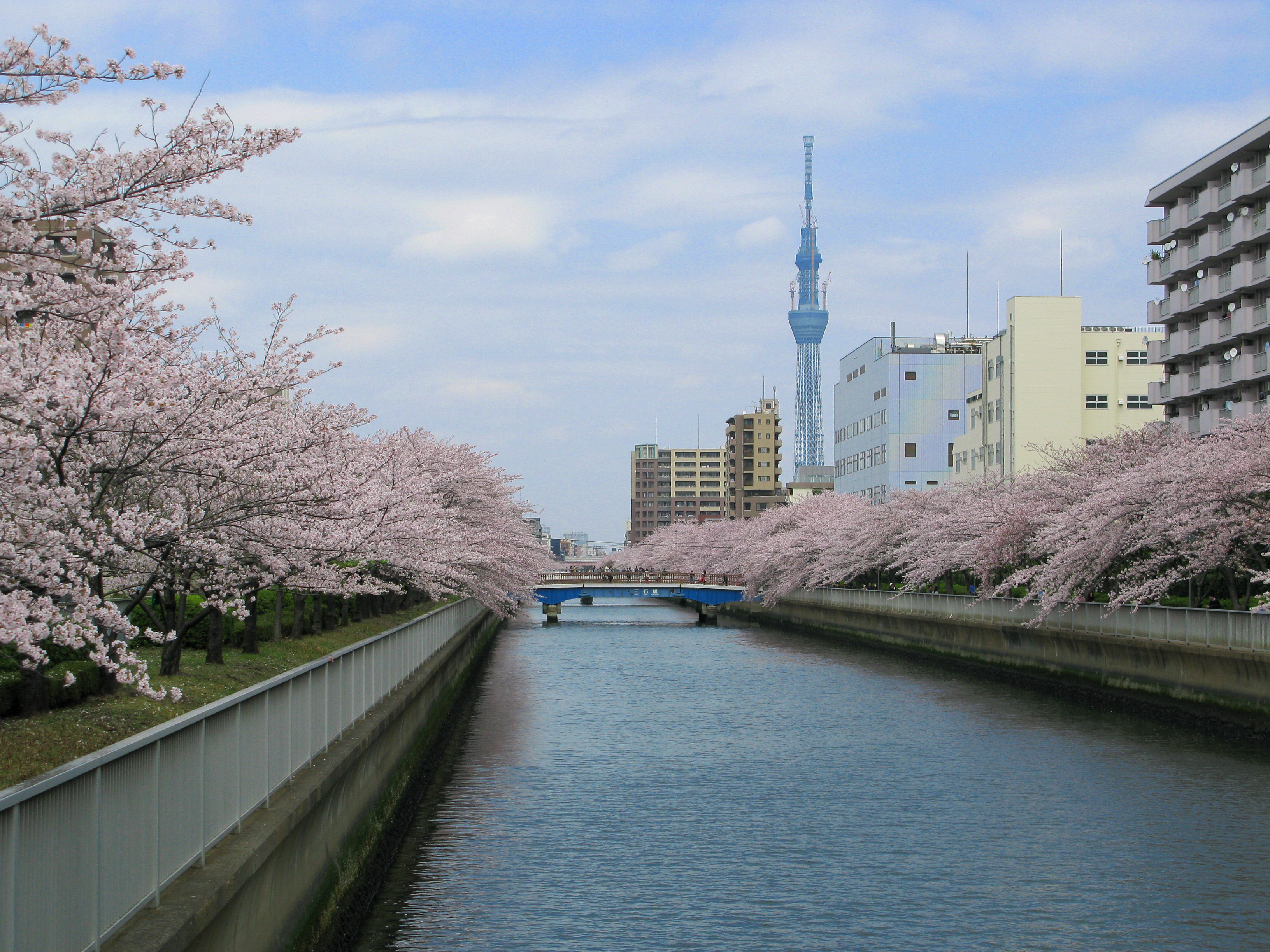
Un dels nombrosos canals navegables de Kōtō

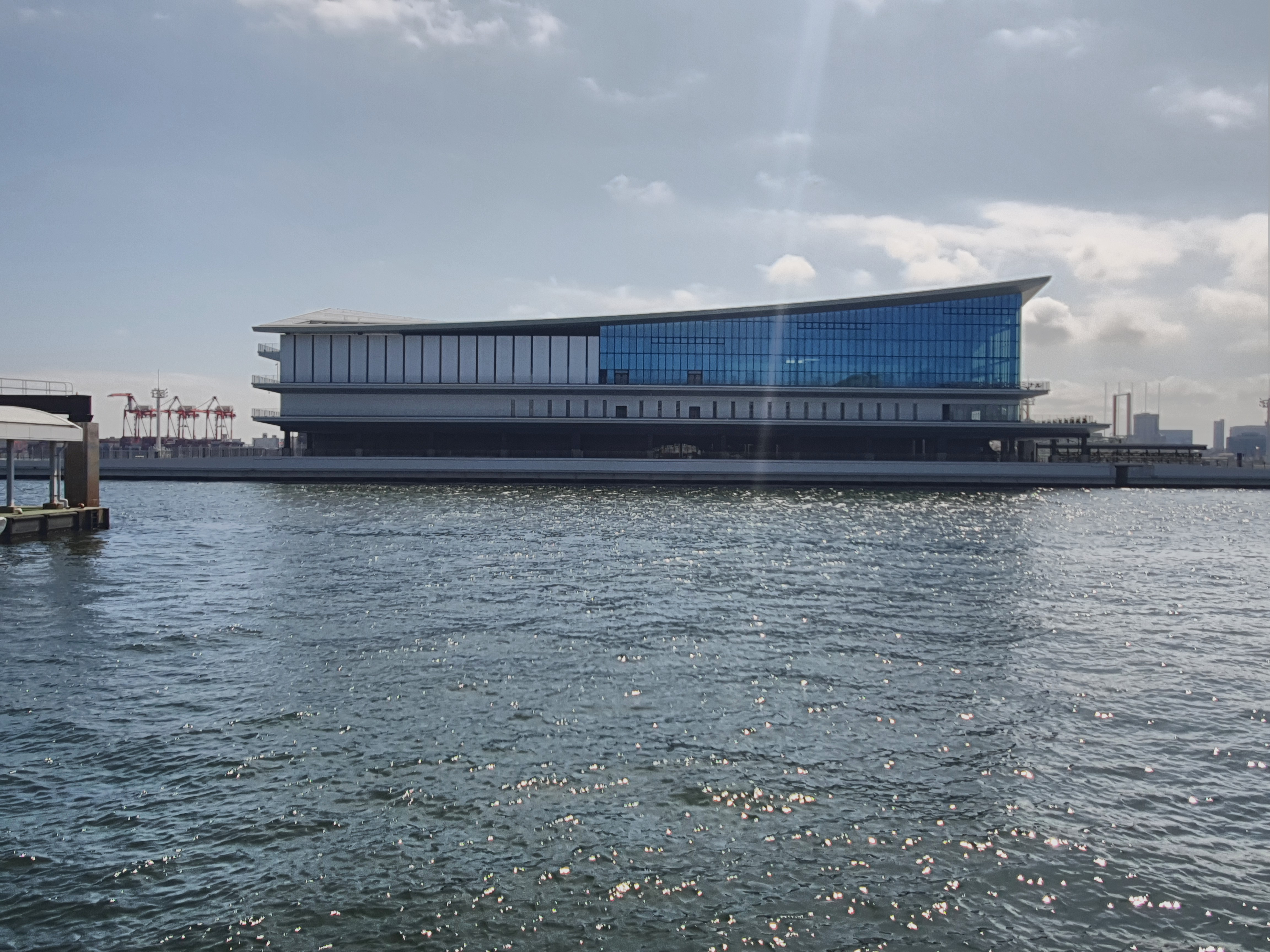
Terminal internacional de creuers de Tòquio

### Ferrocarril
- Companyia de Ferrocarrils del Japó Oriental (JR East)
  - Kameido - Etchūjima - Shiomi - Shin-Kiba
- Ferrocarril de Musashi Oriental (Tōbu)
  - Kameido - Kameido-Suijin
- Metro de Tòquio
  - Monzen-Nakachō - Kiba - Tōyōchō - Minami-Sunamachi - Toyosu - Tatsumi - Shin-Kiba - Sumiyoshi - Kiyosumi-Shirakawa
- Metro Públic de Tòquio
  - Morishita - Sumiyoshi - Nishi-Ōjima - Ōjima - Higashi-Ōjima - Kiyosumi-Shirakawa - Monzen-Nakachō
- Nou Transport Costaner de Tòquio (Yurikamome)
  - Tokyo International Cruise Terminal - Telecom Center - Aomi - Tokyo Big Sight - Ariake - Ariake-Tennis no Mori - Shijō-mae - Shin-Toyosu - Toyosu
- Ferrocarril Ràpid Costaner de Tòquio (TWR)
  - Tokyo Teleport - Kokusai-Tenjijō - Shinonome - Shin-Kiba

### Carretera
- Autopista Metropolitana (Shuto)
- N-14 - N-357
- TK/CB-50 - TK-319 - TK-465 - TK-476 - TK-477 - TK-484

### Marítim
- Companyia Naviliera Turística de Tòquio
- Associació de Parcs Metropolitans de Tòquio
- Ocean Trans

## Agermanaments
- Hiraizumi, prefectura d'Iwate, Japó.
- Surrey, Colúmbia Britànica, Canadà.